# Vierlande
Les Vierlande són quatre antigues illes al·luvials al marge dret de l'Elba al districte de Bergedorf a l'estat d'Hamburg a Alemanya. Tenen una superfície de 77 km² i compten el 2009 amb 18.189 habitants. Comprenen quatre nuclis: Altengamme, Neuengamme, Curslack i Kirchwerder dels quals les fronteres, formats pels dics i pels rius Elba, Dove Elbe, Gose Elbe i Brookwetterung, no van canviar després del 1556.
Al segle xiii el territori pertanyia al ducat de Lauenburg. El ducs van empenyorar les illes a les ciutats hanseàtiques de Lübeck i Hamburg però van tornar a ocupar-les el 1401 sense reemborsar. Les ciutats bessones van reconquerir-les el 1420 i segons el tractat de Perleberg van administrar com condomini fins que el 1868 Hamburg va comprar la part de Lübeck. Un petit tros de Kirchwerder sempre va quedar un enclavament hannoverià i des del 1866 prussià que només el 1937 va ser afegit per la llei de l'àrea metropolitana d'Hamburg al territori municipal d'Hamburg. Els administradors hanseàtics van continuar l'obra de polderització que els danesos van començar vers la fi del segle xii. Des d'aleshores fins avui, el Vierlande, junts amb els Marschlande i l'Alte Land formen l'hort de l'àrea metropolitana d'Hamburg.
Vierlande significa "quatre illes". Tres de les quatre tenen un topònim que refereix al seu passat d'illa al·luvial: gamme és una arrel que significa terra que sortia a poc a poc del llit pantanós de l'Elba. Werder (warder, wärder) és una paraula baix alemanya que significa illa fluvial. Kirchwerder significa illa de l'església, degut al fet que era la primera de les quatre illes que tenia església pròpia.

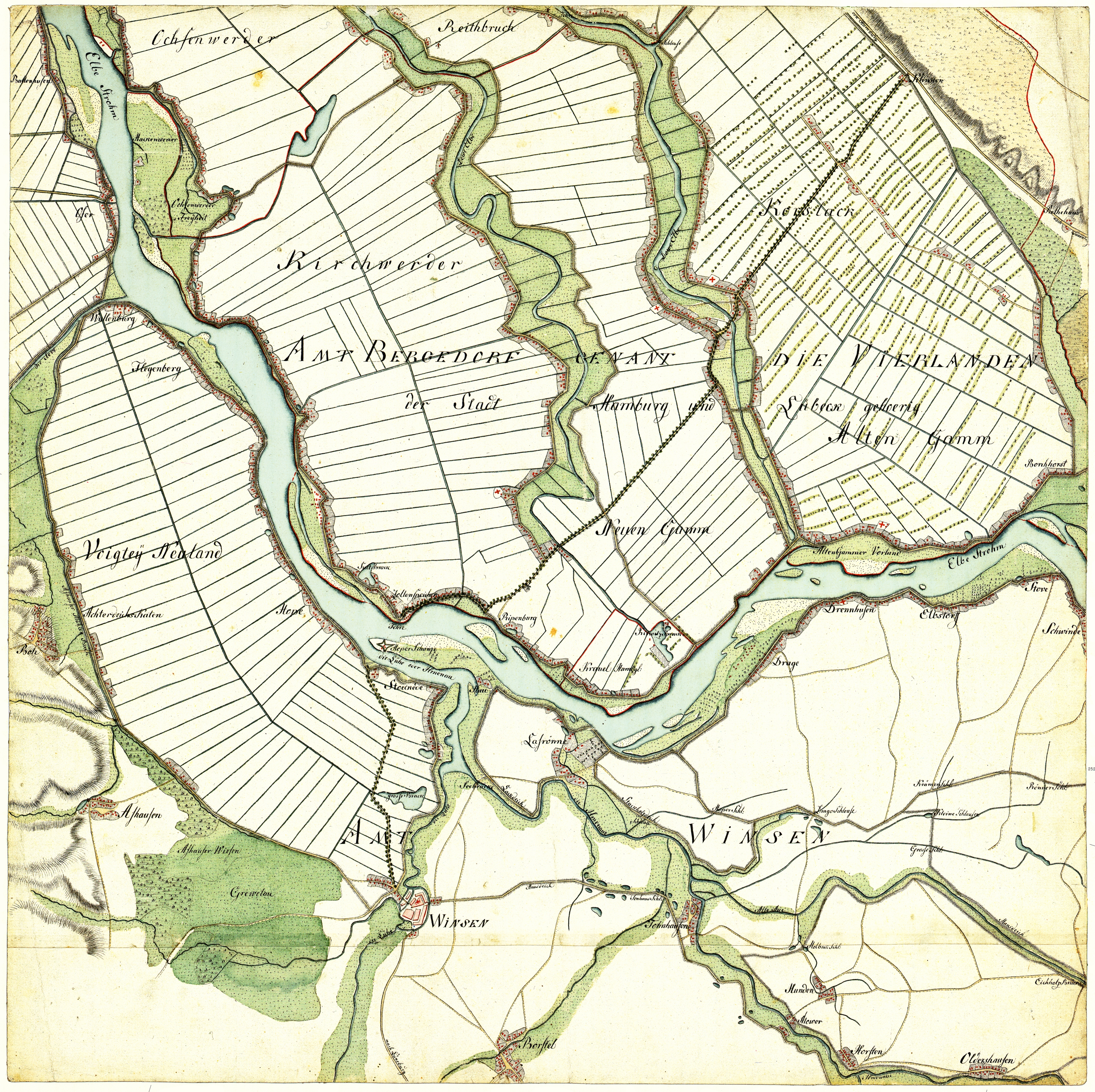
Mapa dels Vierlande a l'entorn del 1790
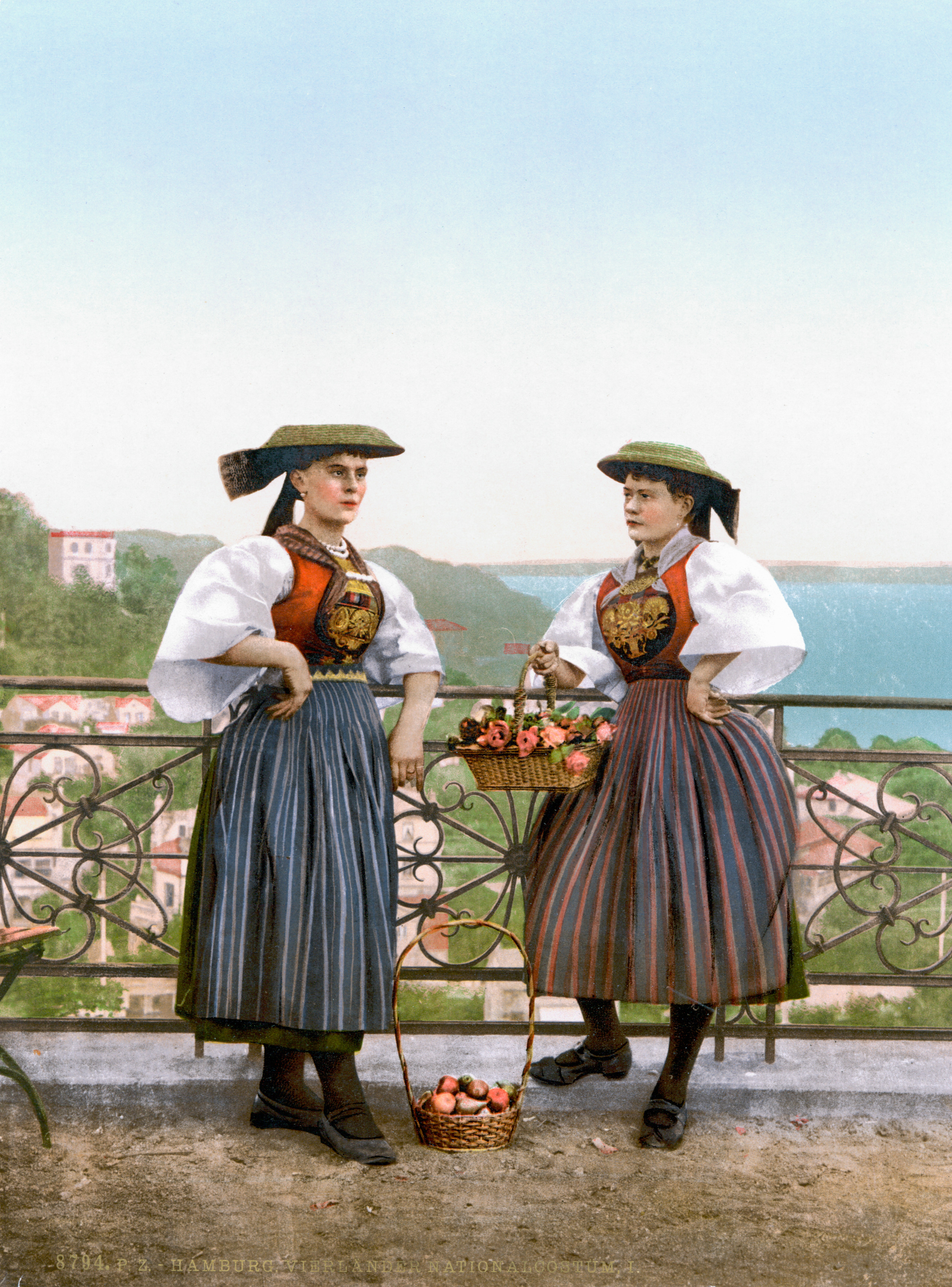
Vestits tradicionals de les pageses dels Vierlande
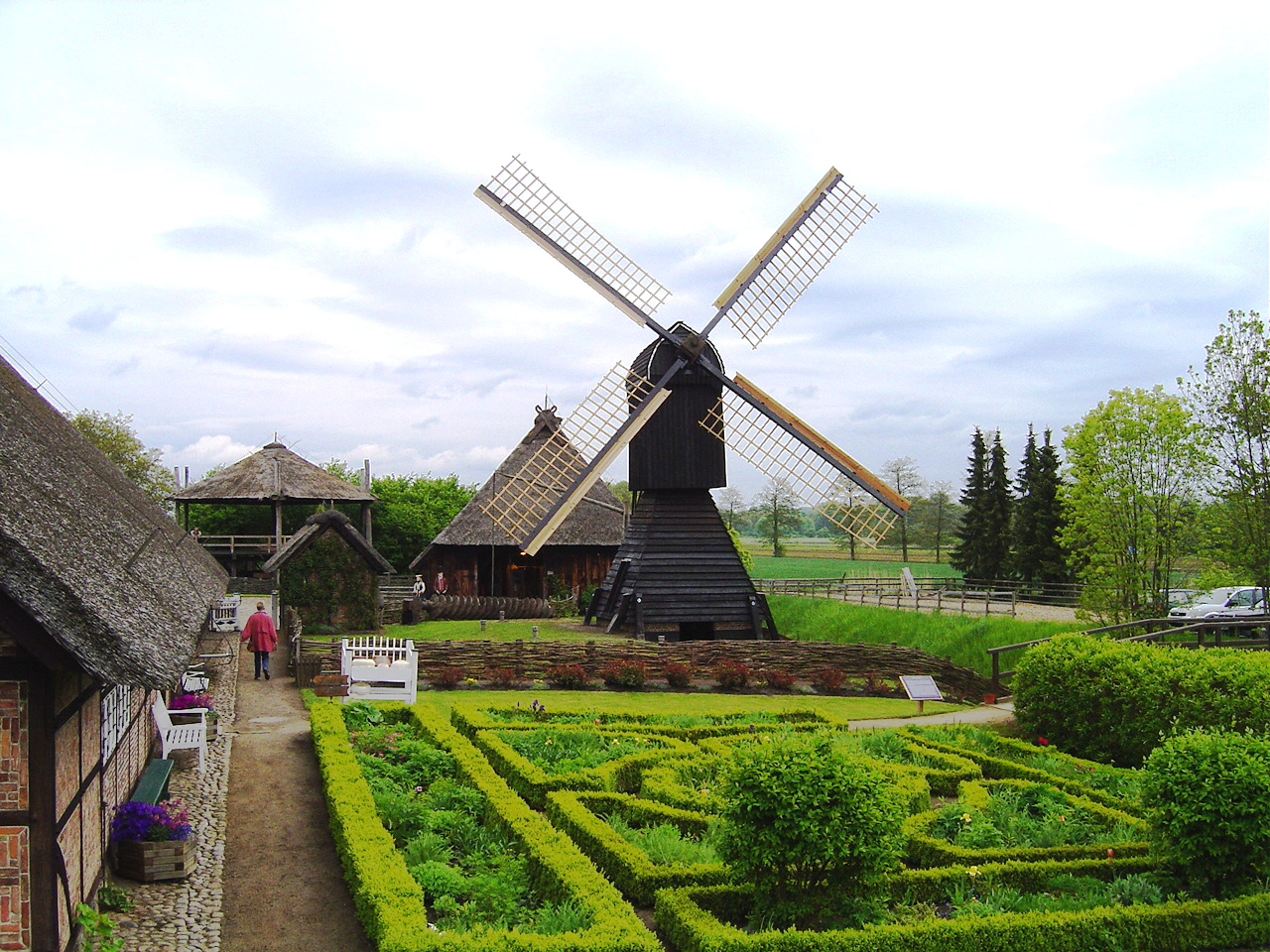
Molí de desguas acostat del museu Rieckhaus “Kokerwindmöhl”
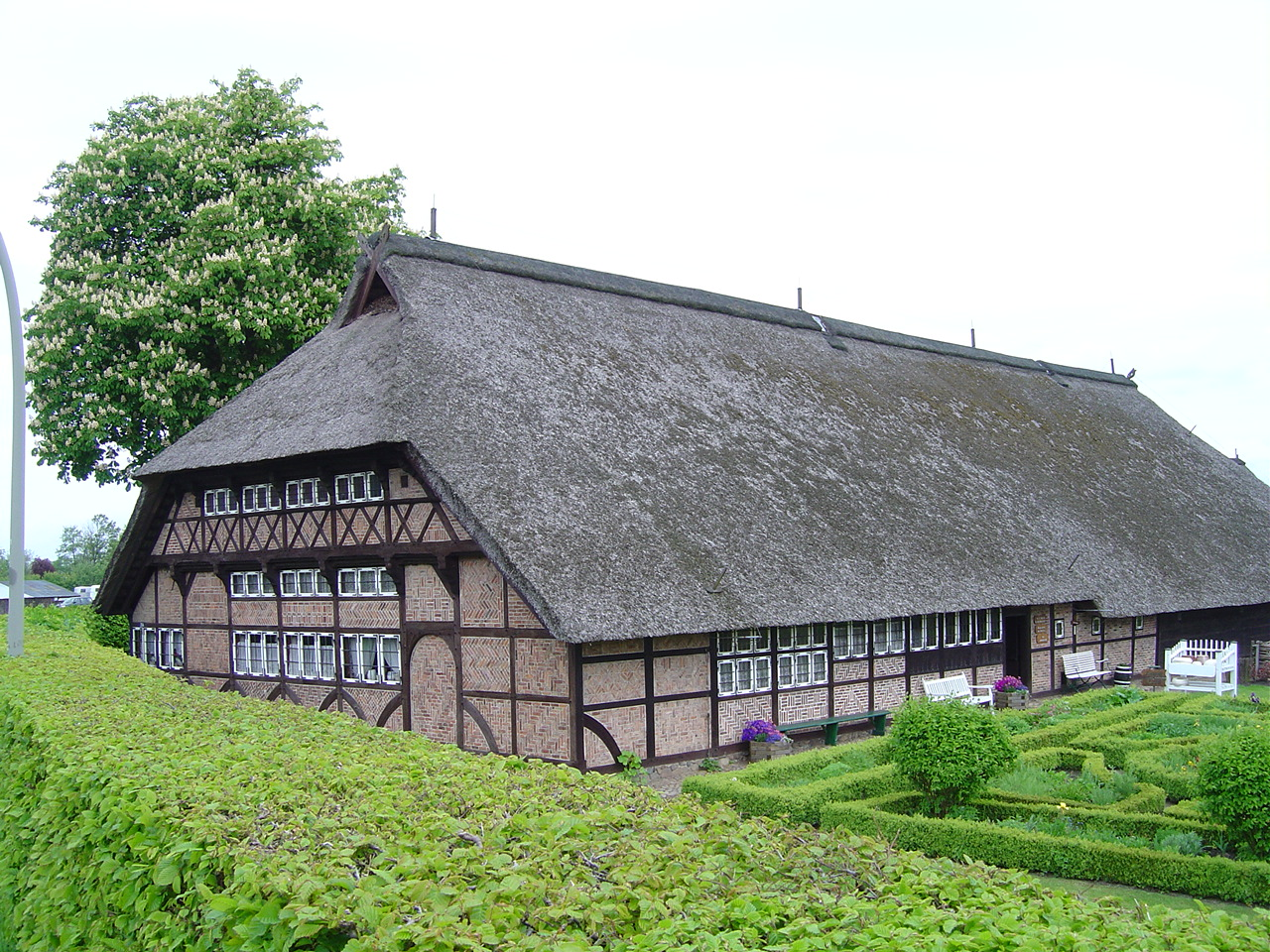
El museu Rieckhaus

## Llocs d'interès
- El museu Rieckhaus a Curslack, una extensió del Museu d'Altona
- El museu de Bergedorf i els Vierlande (Museum für Bergedorf und die Vierlande al Castell de Bergedorf
- L'església de Severí de Septempeda a Kirchwerder
- L'església de Nicolau d'Altengamme
- L'església de Curslack
- El molín de Riepenburg
- El molí “Kokerwindmühle”
- Els quatra parcs naturals d'Hamburg: Kiebitzbrack, Kirchwerder Wiesen, Borghorster Elblandschaft i Zollenspieker.
- Els petits carrers als dics formen una destinació per a sortides en bicicleta o passejos[3]
- Els rius i canals presten-se a excursions amb canoa, a Neuengamme hi ha un port esportiu al Dove Elbe